# 北拉斯金 (佛羅里達州)
北拉斯金（英語：North Ruskin）是位於美國佛羅里達州希爾斯波羅縣的一個非建制地區。該地的面積和人口皆未知。

## 地理
北拉斯金的座標為27°45′54″N 82°23′42″W / 27.76500°N 82.39500°W，而該地的平均海拔高度為1米（即3英尺）。